# 上海航运交易所
上海航运交易所是一家位於上海的非盈利事業單位，也是中国唯一一家国家级航运交易所。該機構由中華人民共和國交通部與上海市人民政府共同组建。該航运所是衍生品和船舶交易的場所，該機構還编制发布集装箱运价指数。

## 歷史
1996年11月27日，李鵬和吳邦國來到上海航运交易所考察並題詞。1996年11月28日，上海航运交易所正式成立。1996年10月3日，中华人民共和国国务院批准了《上海航运交易所管理规定》。1998年4月13日，上海航运交易所發佈中国出口集装箱运价指数。